# Dictyoloma peruvianum
Dictyoloma peruvianum är en vinruteväxtart som beskrevs av Jules Émile Planchon. Dictyoloma peruvianum ingår i släktet Dictyoloma och familjen vinruteväxter. Inga underarter finns listade i Catalogue of Life.